# 松田晃司
松田 晃司（まつだ こうじ、1971年6月6日 - ）は、日本のレーシングドライバー。神奈川県出身。血液型はO型。
1995年に富士フレッシュマンレースでデビュー。1996年にはシリーズチャンピオンを獲得。そして、1998年にスーパー耐久に参戦を開始。2000年には全日本GT選手権（現SUPER GT）にKRAFTより参戦を開始。2001年には初優勝を果たす。また、同年よりアジアツーリングカー選手権にも参戦を開始し、2002年にはシリーズチャンピオンを獲得した。2003年からは全日本GT選手権に専念。2005年はシートがなく参戦休止となるが、2006年には復帰し、坂東商会より参戦。ちなみにかつてホテルマンであったためとても礼儀正しい。

## レース戦歴
- 1998年
  - スーパー耐久・クラス4（#71 PMC・S パルサー）
- 1999年
  - スーパー耐久・クラス4（#71 PMC・S パルサー→#76 ギャザズ・KUMI・シビック）
- 2000年
  - 全日本GT選手権・GT300クラス（KRAFT #86 BP・KRAFT・トレノ）（シリーズ21位）
- 2001年
  - 全日本GT選手権・GT300クラス（KRAFT #86 プロジェクトμ・エスペリアトレノ→プロジェクトμ・エスペリアMR-S）（シリーズ13位）
  - スーパー耐久・グループNプラス（JIC with CRAFT #38 JIC クリスタルアルテッツア）
- 2002年
  - 全日本GT選手権・GT300クラス（KRAFT #86 プロジェクトμ・クリスタルMR-S）（シリーズ30位）
  - スーパー耐久・グループNプラス（CRAFT #88 JIC エイベックス・アルテッツア）
- 2003年
  - 全日本GT選手権・GT300クラス（DANTAIRE PROJECT RACING with apr #34 DANTAIRE MR-S）（シリーズ21位）
  - スーパー耐久・Class2（PROVA RACING DIVISION #22 avex・Impreza／スバル・インプレッサ）（シリーズ3位）
- 2004年
  - 全日本GT選手権・GT300クラス（#31 A'PEX i-mobisess MR-S）
- 2005年
  - 十勝24時間・総合2位（#2 FUJITSUBO hpi IMPREZA）
- 2006年
  - SUPER GT・GT300クラス（#19 ウェッズスポーツセリカ）
  - 十勝24時間・STクラス2（PROVA RACING DIVISION #2 FUJITSUBO hpi IMPREZA）（総合6位・クラス3位）
- 2007年
  - スーパー耐久・STクラス2（PROVA ENGINEERING #2 PROVA FUJITSUBO IMPREZA）

### 全日本GT選手権/SUPER GT
| 年     | チーム                | 使用車両                   | クラス | 1       | 2      | 3       | 4      | 5       | 6       | 7       | 8      | 9     | 順位 | ポイント |
| ------ | --------------------- | -------------------------- | ------ | ------- | ------ | ------- | ------ | ------- | ------- | ------- | ------ | ----- | ---- | -------- |
| 2000年 | KRAFT                 | トヨタ・スプリンタートレノ | GT300  | TRM     | FSW 6  | SUG DNS | FSW 12 | TAI 9   | MIN 13  | SUZ Ret |        |       | 21位 | 8        |
| 2001年 | KRAFT                 | トヨタ・スプリンタートレノ | GT300  | TAI Ret | FSW 18 | SUG Ret | FSW    |         |         |         |        |       | 13位 | 21       |
| 2001年 | KRAFT                 | トヨタ・MR-S               | GT300  |         |        |         |        | TRM 18  | SUZ 1   | MIN 10  |        |       | 13位 | 21       |
| 2002年 | KRAFT                 | トヨタ・MR-S               | GT300  | TAI 19  | FSW 17 | SUG 11  | SEP 13 | FSW 18  | TRM Ret | MIN Ret | SUZ 19 |       | 30位 | 1        |
| 2003年 | A'PEX with apr        | トヨタ・MR-S               | GT300  | TAI Ret | FSW 14 | SUG 18  | FSW 11 | FSW Ret | TRM 5   | AUT 19  | SUZ 17 |       | 22位 | 8        |
| 2004年 | A'PEX with apr        | トヨタ・MR-S               | GT300  | TAI 7   | SUG 10 | SEP 22  | TOK 5  | TRM Ret | AUT 10  | SUZ 10  |        |       | 15位 | 14       |
| 2006年 | RACING PROJECT BANDOH | トヨタ・セリカ             | GT300  | SUZ 4   | OKA 10 | FSW 17  | SEP 3  | SUG 18  | SUZ 19  | TRM 16  | AUT 12 | FSW 2 | 10位 | 44       |